# Wilczekra congolensis
Wilczekra congolensis är en benvedsväxtart som först beskrevs av Rudolf Wilczek, och fick sitt nu gällande namn av M.P.Simmons. Wilczekra congolensis ingår i släktet Wilczekra och familjen Celastraceae. Inga underarter finns listade.